# 大阪市立弘済小学校・中学校
大阪市立弘済小学校・中学校（おおさかしりつ こうさいしょうがっこう・ちゅうがっこう）は、大阪府吹田市古江台六丁目にある公立小学校・中学校。

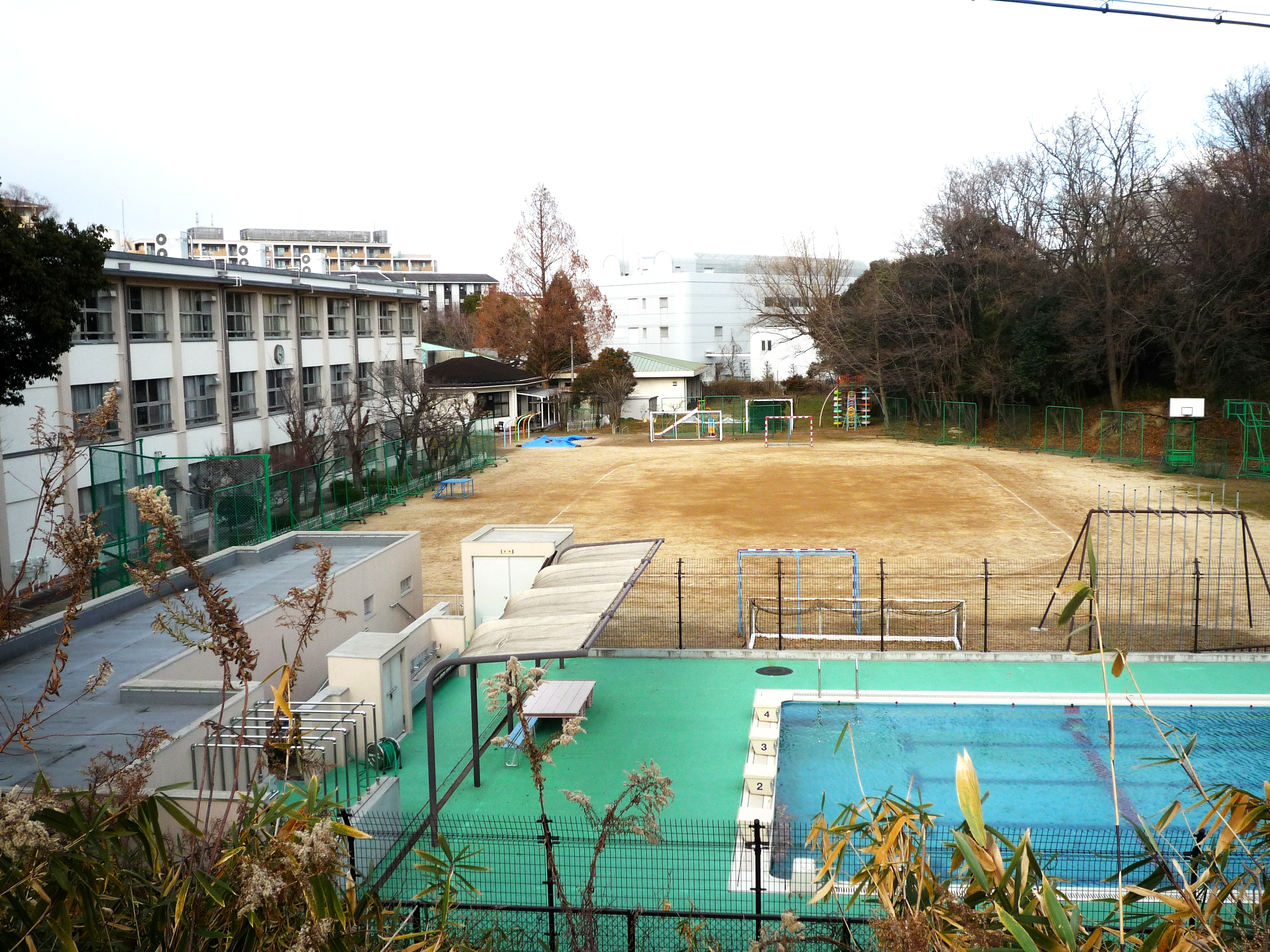
校庭

児童養護施設・弘済みらい園および情緒障害児短期治療施設・弘済のぞみ園で生活する児童・生徒のために設置されている小中学校である。小中学校で敷地や施設を共有している。大阪市の学校事務上では北区の所属扱いとなる。

## 沿革
1913年に財団法人児童救済施設弘済会が、関連施設として私立弘済尋常小学校を設置したことに始まる。当初は当時東成郡生野村（現在の大阪市生野区生野東付近）に校舎を設置していたが、1933年に三島郡山田村大字山田上（現在地）へと移転している。
1944年に大阪市へと移管され、公立となった。学制改革により、1947年に新制小学校の弘済小学校を設置し、また旧制国民学校高等科を改組する形で新制中学校の弘済中学校を設置した。
当初は民生局（のち市民局）の管轄だったが、1953年に人件費や学校運営については大阪市教育委員会に移管する（建物施設は引き続き市民局管理）形で大阪市立弘済小学校・弘済中学校が設置された。その後1960年には建物も教育委員会に移管している。
2011年には高槻市奈佐原・児童自立支援施設「大阪市立阿武山学園」内に分校を設置している。

### 年表
- 1911年8月 - 総合救済施設・財団法人弘済会設立（東成郡生野村）
- 1913年6月2日 - 弘済会内に弘済尋常小学校として開校
- 1933年9月25日 - 現在地に移転
- 1938年4月 - 弘済尋常小学校付属保育園併設
- 1941年4月 - 弘済国民学園と改称
- 1944年3月31日 - 財団法人弘済会解散につき、大阪市民生局が施設・事業を継承。弘済院と改称
- 1946年4月 - 高等科を設置
- 1947年9月18日 - 学制改革に伴い、高等科を廃止して、大阪市立弘済中学校として認可
- 1953年10月 - 大阪市教育委員会に学校運営を移管（人件費のみ。建物は市民局管理）。
- 1953年11月1日 - 大阪市立弘済小学校・弘済中学校として新設
- 1956年11月1日 - 天皇・皇后が弘済院に行幸啓
- 1963年4月1日 - 小学校に養護学級（現・特別支援学級）を設置
- 1964年4月1日 - 中学校に養護学級（現・特別支援学級）を設置
- 1965年4月1日 - 大阪市教育委員会に全面移管
- 2011年4月1日 - 高槻市奈佐原に分校を開校